# Lilásburkú pókhálósgomba
A lilásburkú pókhálósgomba (Cortinarius balteatocumatilis) a pókhálósgombafélék családjába tartozó, Európában és Észak-Amerikában honos, lomberdőkben élő, ehető gombafaj. 

## Megjelenése
A lilásburkú pókhálósgomba kalapja 6-12 cm széles, fiatalon félgömb alakú, majd domborúan, idősen laposan kiterül. Felszíne nedvesen tapadós-ragadós, szárazon selymesen fénylő. Színe okkerbarna, vörösbarna, rózsásbarna, mindig lilás-borvöröses árnyalatú, a peremén a teljes burok maradványaitól fehéres-ibolyásan szálas. Széle sokáig begöngyölt marad.
Húsa vastag, kemény, színe fehéres-halványsárgás, öregen kissé okkeres, a tönk tövében okkerbarna. Szaga dohos-földes, íze nem jellegzetes vagy kissé fanyar. Kálium-hidroxid hatására húsa halványokkeresre, lemezei sárgára színeződnek. Ammónia a húsát élénksárgára festi.
Sűrű, keskeny lemezei a tönkhöz foggal illeszkednek. Eleinte halványszürkék, majd szürkésbarnára, idősen rozsdabarnára sötétednek. Fiatalon a lemezek pereme halvány ibolyáskék lehet. A fiatal gomba lemezeit pókhálószerű vélum védi. 
Tönkje 6-12 cm magas és 1,5-3 (5) cm vastag. Alakja vaskos, hengeres, néha a tövénél bunkós. Színe fehéres vagy halványlilás, de a fehér pókhálós részleges burok alatt, főleg a tövénél ibolyáslila burokzónák maradnak. Idősen a spóráktól barnás. 
Spórapora rozsdabarna vagy fahéjbarna. Spórája elliptikus vagy mandula alakú, kissé szemölcsös, mérete 7,4-12 x 5-6 µm.

### Hasonló fajok
Az óriás pókhálósgomba hasonlít hozzá. 

## Elterjedése és termőhelye
Európában és Észak-Amerikában honos. 
Lombos erdőkben (ritkábban fenyvesekben) él, többnyire tölgy, bükk, gyertyán vagy szelídgesztenye alatt, inkább meszes vagy semleges kémhatású talajon. Augusztustól októberig terem. 

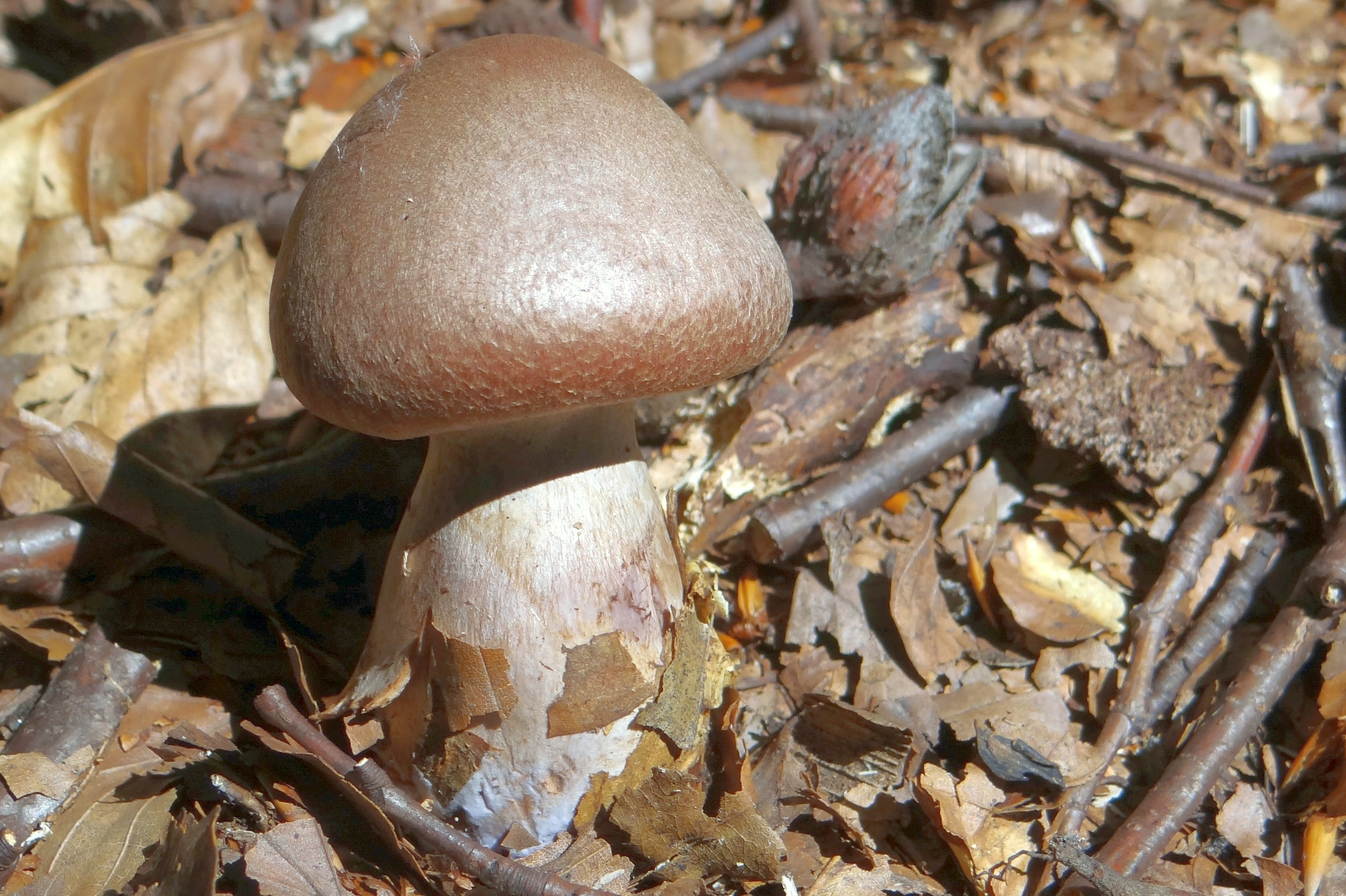
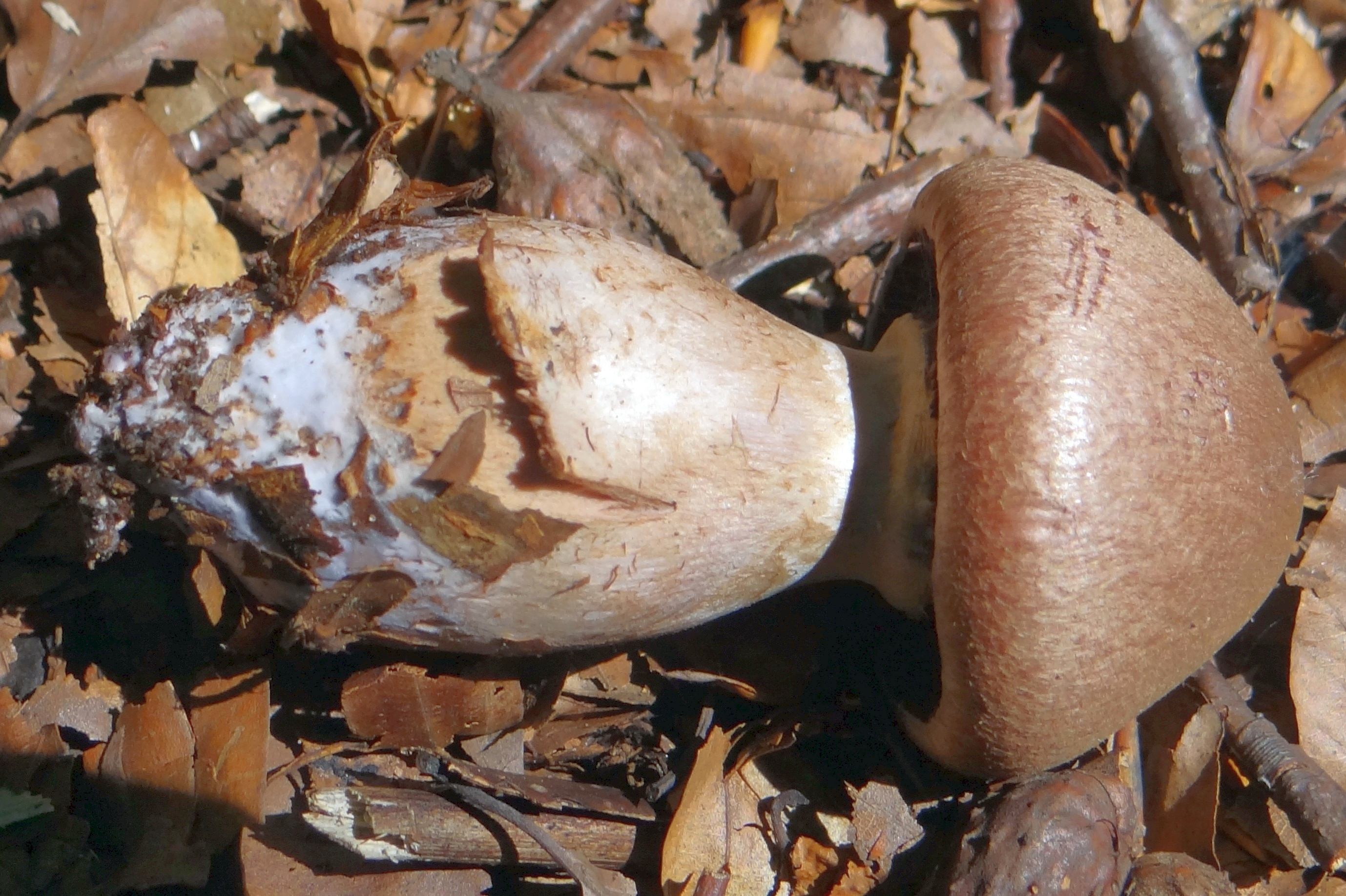
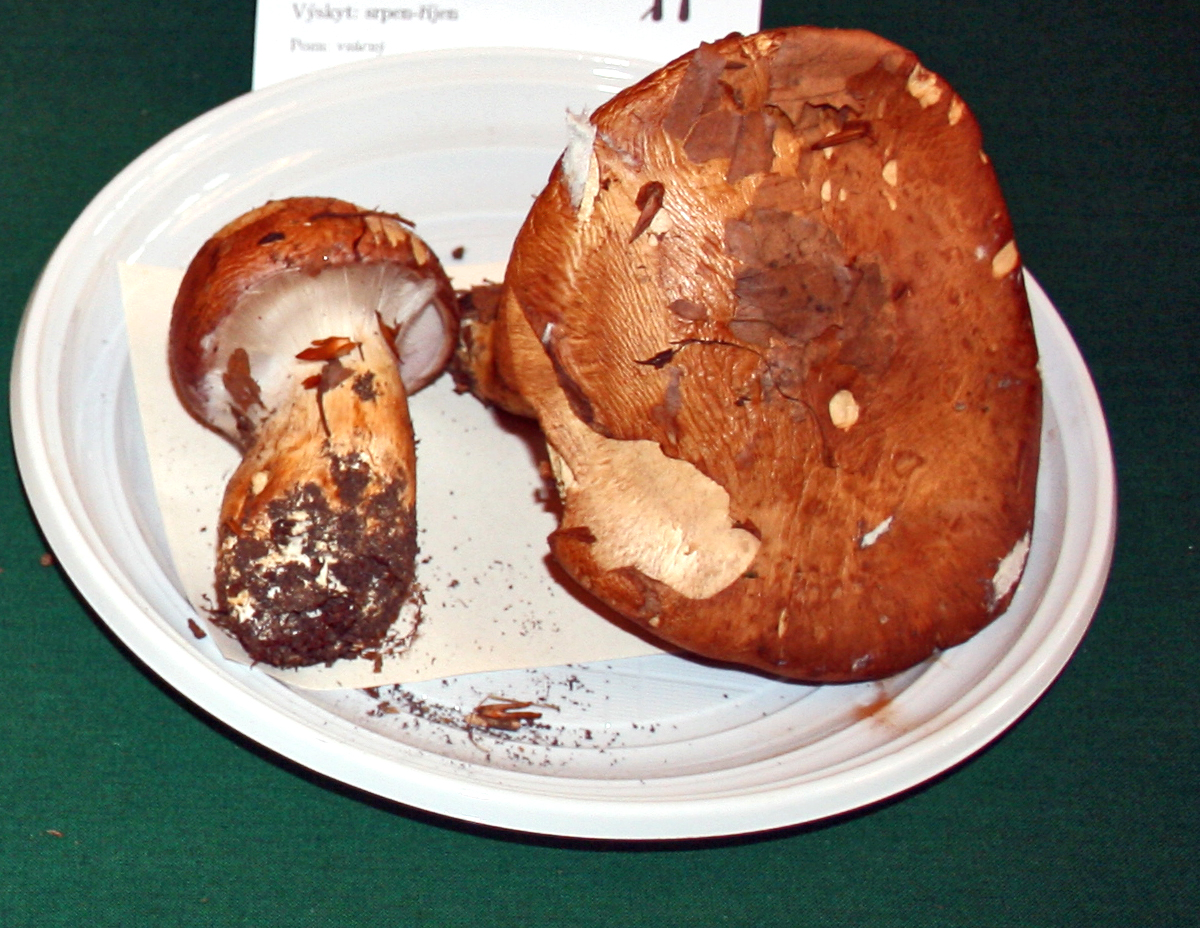

Ehető, de nem túl ízletes gomba. 